# Darcy-törvény
A Darcy-törvény a felszín alatti vizekben a szivárgás sebességét írja le. A törvény szerint a szivárgás sebessége (vp) arányos a szivárgási tényezővel (K) és a hidraulikus gradienssel (i). Mivel a Darcy-féle sebesség a teljes vizsgált térfogatra vonatkozik, ezzel szemben a szivárgás csak a teljes térfogatnak a szabad hézagtérfogattal arányos kisebb részében következik be, ezért a pórusbeli átlagos vp szivárgási sebességet a Darcy-sebesség és a szabad hézagtérfogat hányadosaként kapjuk: 
{\displaystyle v_{p}=K{\frac {i}{n_{0}}}={\frac {K}{n_{0}}}\cdot {\frac {\Delta h}{dx}}}